# Heterodrilus occidentalis
Heterodrilus occidentalis är en ringmaskart som beskrevs av Erséus 1981. Heterodrilus occidentalis ingår i släktet Heterodrilus och familjen glattmaskar. Inga underarter finns listade i Catalogue of Life.